# دورة سيمنز

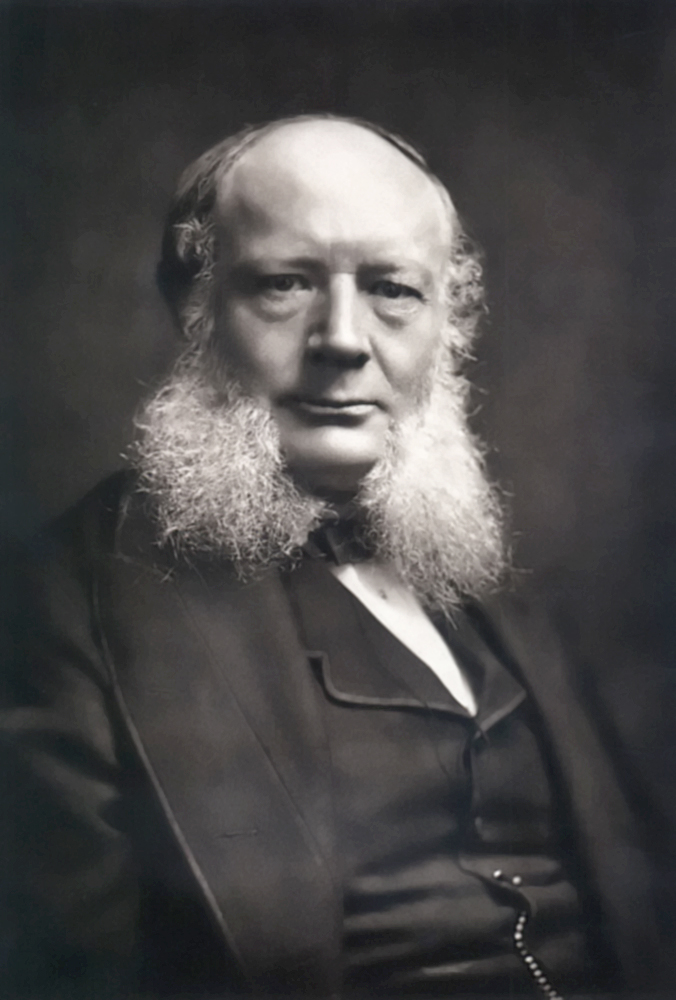
كارل ويليم سيمنز مخترع الدورة

دورة سيمنز هي طريقة لتسييل الغازات، حيث يتم ضغ الغاز مما يؤدي إلي ارتفاع في درجة الحرارة تبعًا لقانون جاي-لوساك من حيث العلاقة بين الضغط ودرجة الحرارة.
{\displaystyle P\sim T\qquad \qquad {\frac {P}{T}}={\text{const}}\qquad \qquad {\frac {P_{1}}{P_{2}}}={\frac {T_{1}}{T_{2}}}}
ثم بعد ذلك يتم تبريدالغاز المضغوط باستخدام مبادل حراري ثم يتم السماح للغاز المضعوط بعد ذلك بأن يتمدد ثم يتم تبريده أكثر (تبعًا لعلاقة جاي-لوساك]]، هذا يُنتج غاز أو غاز سائل بدرجة حرارة أقل بكثير من مثيلتها وعند نفس الضغط.

## مُخترع الدورة
قام كارل ويليم سيمنز باختراع تلك الدورة في عام 1857، ولد كارل ويليم في 4 أبريل عام 1823 في مدين جيردين الألمانية وعمل مهندسًا وله اختراعات متعددة حيث لها الفضل في نظام أنبوبة الإشعال الساخن المُستخدمة في العديد من محركات الغاز الأولية.
وتم انتخابه ليُصبح عضوًا في الجمعية الملكية في يونيو عام 1862.
وتُوفي عام 1883 في 19 نوفبمر ودُفن يوم الأثنين 26 نوفبمر في مدافن كينسال الخضراء بلندن.

## الإجراءات
أما بالنسبة للتغيرات أو الإجراءات التي تحدث للغاز في دورة سيمنز فهي كالآتي:
1. يتم تسخين الغاز عن طريق زيادة ضغطه بالإنضغاط وإضافة المزيد من الطاقة إلي الغاز حتي يُصبح لديه الطاقة الكافية لإدارة الدورة والعمل في الدورة.
2. يتم تبريد الغاز بعد ذلك عند طريق وضعه في بيئة باريدة وبالتالي يفقد بعضًا من حرارته وبالتالي يفقد أيضًا بعضًا من طاقته.
3. يتم تبريد الغاز أيضًا بواسطة مبادل حراري ويُستخدم الغاز العائد من المرحلة الأخيرة كمائع للتبريد وذلك لدرجة حرارته المنخفضة جدًا.
4. يتم تبريد الغاز بشكل أكبر عند طريق جعل الغاز يتمدد وبالتالي يتم إزالة طاقة وحرارة منه.
وبالتالي عند تلك المرحلة يكون الغاز عند أقل درجة حرارة له في الدورة كلها ويتم إعادة تدويره وإرساله إلي بداية الدورة ويُكمل الإجراءات الآتية:
5. يتم تسخين الغاز عن طريق زيادة الحمل الحراري له بعد مروره بالمبادل الحراري لتبريد الغاز في المرحلة الثالثة.
6. يتم إرسال الغاز للمرحلة الأولي ليبدأ الدورة التالية ويتم تسخينه بشكل بسيط بالإنضغاط.
في كل دورة يكون مقدار التبريد الكلي أكبر من مقدار الحرارة المُضافة إلي الغاز في بداية الدورة.
وحيث أن الغاز يمر بالعديد من الدورات وبالتالي تصبح درجة حرارته أقل وبالتالي يصبح الوصول لأقل درجة حرارة له عند إسطوانة التمدد (المرحلة الرابعة من دورة سيمنز) أكثر صعوبة.